# NCRV Dokument
NCRV Dokument was een documentaireserie op de Nederlandse televisie waarin spraakmakend en betrokken sociaal-maatschappelijke onderwerpen behandeld worden.
Daarnaast is er Dokument Junior, de documentairerubriek van de NCRV voor kinderen tussen de 8 en 14 jaar
Sinds 3 februari 2014 werd het documentaireprogramma opgevolgd door 2Doc.